# Parlamentswahl in Südkorea 2016
Die Parlamentswahl in Südkorea fand am 13. April 2016 statt. Die südkoreanische Bevölkerung stimmte über die Zusammensetzung der südkoreanischen Nationalversammlung (Gukhoe) mit 300 Sitzen ab. 253 Abgeordnete wurden direkt in einfacher Mehrheitswahl in den Wahlkreisen gewählt, 47 im Proporzverfahren über Parteilisten. Die erst 2014 als Zusammenschluss aus der im Jahr 2013 durch Umbenennung entstandenen Minju-Partei (민주당, Minju-dang, Demokratische Partei) und der NPVP gegründete liberale Deobureo-minju-Partei (더불어민주당, Deobureo-minju-dang, Gemeinsame Demokratische Partei) kam zwar hinsichtlich der Wählerstimmen nur auf den dritten Platz, konnte aber – begünstigt durch das geltende Wahlsystem – mehr Wahlkreise als die bislang regierende konservative Saenuri-Partei (새누리당, Saenuri-dang, Neue Welt Partei) gewinnen. Die ebenfalls neu gegründete Gungminui-Partei (국민의당, Gungminui-dang, Partei der Bürger) kam hinsichtlich der Wählerstimmen auf den zweiten Platz, aber bei den Parlamentsmandaten nur an dritter Stelle.
Bei der letzten Wahl im Jahr 2012 hatte die konservative Saenuri-Partei eine knappe Mehrheit von 152 von 300 Parlamentssitzen gewonnen. Diese Mehrheit wurde allerdings schon kurz nach der Wahl durch Parteiaustritte verloren. Kurz vor der jetzigen Wahl hielt die Saenuri-Partei noch 146 von 292 besetzten Parlamentssitzen, also exakt die Hälfte.

## Wahlsystem
Das Wahlsystem ist eine Mischung aus Mehrheitswahl und Verhältniswahl. Von den 300 Abgeordneten wurden bei der letzten Wahl 246 Abgeordnete in Einzelwahlkreisen nach einfachem Mehrheitswahlrecht („first past the post“) gewählt. Die restlichen 54 Sitze wurden entsprechend dem Stimmenteil der Parteien bei der landesweiten Wahl besetzt. Hinsichtlich der Verhältniswahl über die Landesliste gilt eine 3-Prozent-Sperrklausel. Gewinnt eine Partei aber mindestens fünf Wahlkreise, so ist sie von der Sperrklausel befreit und kann auch dann Abgeordnete über die Landesliste in die Nationalversammlung entsenden, wenn sie landesweit weniger als 3 % Stimmenanteil erreicht hat.

## Neuaufteilung der Wahlkreise
Im Jahr 2014 urteilte das oberste Gericht Südkoreas, dass die Grenzen der 246 Wahlkreise vor der Wahl neu gezogen werden sollten. Das Gericht legte fest, dass der bevölkerungsstärkste Wahlkreis nicht mehr als das Doppelte der Bevölkerung des bevölkerungsschwächsten Wahlkreises haben durfte. Die bisherige Regelung hatte zwischen 100.000 und 300.000 Wähler pro Wahlkreis, d. h. ein maximales Verhältnis von 1:3 erlaubt. Das Gericht forderte die Nationalversammlung auf, diese Bestimmungen bis Ende 2015 in ein Gesetz umzusetzen. Bis Ende 2015 war dies jedoch immer noch nicht geschehen, so dass die zentrale Wahlkommission Südkoreas genötigt war, Kandidaten zur Wahl zuzulassen, ohne klare Angabe, welche Grenzen ihr Wahlkreis haben würde. Mitte Februar einigten sich die in der Nationalversammlung vertretenen Parteien auf die Grenzen der neuen Wahlkreise. Statt bisher 246 sollte es künftig 253 Wahlkreise geben. Die Wählerzahl der neuen Wahlkreise lag danach zwischen 140.000 und 280.000 pro Wahlkreis. Um die Zahl von 300 Mitgliedern in der Nationalversammlung nicht zu ändern wurde im Gegenzug die Zahl nach Verhältniswahlrecht bestimmten Abgeordneten von bisher 54 auf 47 reduziert.

## Ergebnisse

2016 gewähltes Parlament von Südkorea:
Deobureo-minju-Partei (123)
Saenuri-Partei (122)
Gungminui-Partei (38)
Jeongui-Partei (6)
Parteilose (11)

### Gesamtergebnis
Die Wahlbeteiligung lag bei 58,0 %. Es wurden insgesamt 11 unabhängige Kandidaten in den Wahlkreisen gewählt, von denen sieben ehemalige Saenuri-Mitglieder waren, die bei der Kandidatenauswahl ihrer Partei nicht aufgestellt wurden und daher als Unabhängige antraten. Neben den unabhängigen Kandidaten konnten vier Parteien (Saenuri, Minju, Gerechtigkeitspartei und Gungminui-Partei (Volkspartei)) Wahlkreise gewinnen. Diese vier Parteien konnten auch als einzige über die Landesliste Abgeordnetensitze gewinnen. Die Christlich Liberale Partei scheiterte mit 2,6 % der Stimmen an der 3 %-Hürde.
| Parteien | Parteien                                                             | Kürzel          | Parlamentssitze | Parlamentssitze | Parlamentssitze | Parlamentssitze | Wählerstimmen | Wählerstimmen | Wählerstimmen  | Wählerstimmen | Sitze gesamt | ±     |
| Parteien | Parteien                                                             | Kürzel          | Wahl- kreise    | ±               | Partei- listen  | ±               | Wahl- kreise  | %             | Partei- listen | %             | Sitze gesamt | ±     |
| -------- | -------------------------------------------------------------------- | --------------- | --------------- | --------------- | --------------- | --------------- | ------------- | ------------- | -------------- | ------------- | ------------ | ----- |
|          | Deobureo-minju-Partei (더불어민주당) Gemeinsame Demokratische Partei | DMP             | 110             | +4              | 13              | −8              | 8.881.369     | 37,0 %        | 6.069.744      | 25,5 %        | 123          | −4    |
|          | Saenuri-Partei (새누리당) Neue Welt Partei                           | SP              | 105             | −25             | 17              | −10             | 9.200.690     | 38,3 %        | 7.960.272      | 33,5 %        | 122          | −35   |
|          | Gungminui-Partei (국민의당) Partei der Bürger                        | GP              | 25              | (neu)           | 13              | (neu)           | 3.565.451     | 14,9 %        | 6.355.572      | 26,7 %        | 38           | (neu) |
|          | Jeongui-Partei (정의당) Gerechtigkeitspartei                         | JP              | 2               | −5              | 4               | −2              | 395.357       | 1,6 %         | 1.719.891      | 7,2 %         | 6            | −7    |
|          | Gidok-jayu-Partei (기독자유당) Christlich Liberale Partei            | GJP             | 0               | (neu)           | 0               | (neu)           | 1376          | 0,0 %         | 626.853        | 2,6 %         | 0            | (neu) |
|          | Minju-Partei (민주당)                                                | MP              | 0               | (neu)           | 0               | (neu)           | 17.034        | 0,1 %         | 209.872        | 0,9 %         | 0            | (neu) |
|          | Andere Parteien                                                      | Andere Parteien | 0               | ±0              | 0               | ±0              | 257.879       | 1,1 %         | 818.773        | 3,4 %         | 0            | ±0    |
|          | Unabhängige                                                          | Unabhängige     | 11              | +8              | –keine–         | –keine–         | 1.683.264     | 7,0 %         | –keine–        | –keine–       | 11           | +8    |
| Gesamt   | Gesamt                                                               | Gesamt          | 253             | +7              | 47              | −7              | 24.002.420    | 100,0 %       | 23.760.977     | 100,0 %       | 300          | –     |

1. ↑  verglichen zum Ergebnis der im Jahr 2013 durch Umbenennung entstandenen Minju-Partei (민주당, Minju-dang, Demokratische Partei) bei der Wahl 2012.
2. ↑  Der Vergleich zu 2012 schließt die Wähler der Partei für Freiheit und Fortschritt ein.
3. ↑  Verglichen zur Tonghap-jinbo-Partei 2012.
4. ↑  Im englischen Schrifttum häufig als Minjoo Party bezeichnet, aber nicht identisch mit der Deobureo-minju-Partei

### Ergebnisse nach Provinzen
In der folgenden Tabelle sind die Ergebnisse nach Provinzen dargestellt. Die jeweils stimmenstärkste Partei und die meisten gewonnenen Wahlkreise pro Provinz sind farbig markiert.
| Region            | Saenuri | Saenuri      | Deobureo-minju | Deobureo-minju | Gungminui | Gungminui    | Jeongui | Jeongui      | Andere | Andere       | Unabh. | Gesamt Sitze |
| Region            | Sitze   | Stimmen ( %) | Sitze          | Stimmen ( %)   | Sitze     | Stimmen ( %) | Sitze   | Stimmen ( %) | Sitze  | Stimmen ( %) | Sitze  | Gesamt Sitze |
| ----------------- | ------- | ------------ | -------------- | -------------- | --------- | ------------ | ------- | ------------ | ------ | ------------ | ------ | ------------ |
| Seoul             | 12      | 33,5 %       | 35             | 25,5 %         | 2         | 26,7 %       | 0       | 7,2 %        | 0      | 7,1 %        | 0      | 49           |
| Busan             | 12      | 41,2 %       | 5              | 26,6 %         | 0         | 20,3 %       | 0       | 6,0 %        | 0      | 5,9 %        | 1      | 18           |
| Incheon           | 4       | 33,4 %       | 7              | 25,4 %         | 0         | 26,9 %       | 0       | 7,5 %        | 0      | 6,8 %        | 2      | 13           |
| Daegu             | 8       | 53,6 %       | 1              | 16,3 %         | 0         | 17,4 %       | 0       | 6,1 %        | 0      | 6,6 %        | 3      | 12           |
| Gwangju           | 0       | 2,9 %        | 0              | 28,6 %         | 8         | 53,3 %       | 0       | 7,3 %        | 0      | 7,9 %        | 0      | 8            |
| Daejeon           | 3       | 31,0 %       | 4              | 28,2 %         | 0         | 27,1 %       | 0       | 7,6 %        | 0      | 6,1 %        | 0      | 7            |
| Ulsan             | 3       | 36,7 %       | 0              | 22,8 %         | 0         | 21,1 %       | 0       | 8,7 %        | 0      | 10,7 %       | 3      | 6            |
| Sejong            | 0       | 28,6 %       | 0              | 28,5 %         | 0         | 26,6 %       | 0       | 8,9 %        | 0      | 7,4 %        | 1      | 1            |
| Gyeonggi          | 19      | 32,3 %       | 40             | 26,8 %         | 0         | 27,0 %       | 1       | 7,8 %        | 0      | 6,1 %        | 0      | 60           |
| Gangwon-do        | 6       | 43,4 %       | 1              | 23,9 %         | 0         | 19,3 %       | 0       | 5,7 %        | 0      | 7,7 %        | 1      | 8            |
| Chungcheongbuk-do | 5       | 38,6 %       | 3              | 27,6 %         | 0         | 21,4 %       | 0       | 5,6 %        | 0      | 6,8 %        | 0      | 8            |
| Chungcheongnam-do | 6       | 37,0 %       | 5              | 27,1 %         | 0         | 22,5 %       | 0       | 5,6 %        | 0      | 7,8 %        | 0      | 11           |
| Jeollabuk-do      | 1       | 7,6 %        | 2              | 32,3 %         | 7         | 42,8 %       | 0       | 8,1 %        | 0      | 9,2 %        | 0      | 10           |
| Jeollanam-do      | 1       | 5,7 %        | 1              | 30,0 %         | 8         | 47,8 %       | 0       | 5,8 %        | 0      | 10,7 %       | 0      | 10           |
| Gyeongsangbuk-do  | 13      | 58,1 %       | 0              | 12,9 %         | 0         | 14,8 %       | 0       | 5,2 %        | 0      | 9,0 %        | 0      | 13           |
| Gyeongsangnam-do  | 12      | 44,0 %       | 3              | 24,4 %         | 0         | 17,4 %       | 1       | 6,5 %        | 0      | 7,7 %        | 0      | 16           |
| Jeju-do           | 0       | 35,0 %       | 3              | 29,6 %         | 0         | 22,4 %       | 0       | 7,0 %        | 0      | 6,0 %        | 0      | 3            |
| Wahlkreise gesamt | 105     | 105          | 110            | 110            | 25        | 25           | 2       | 2            | 0      | 0            | 11     | 253          |
| Parteilisten      | 17      | 33,5 %       | 13             | 25,5 %         | 13        | 26,7 %       | 4       | 7,2 %        | 0      | 7,0 %        | –      | 47           |
| Gesamt            | 122     | 122          | 123            | 123            | 38        | 38           | 6       | 6            | 0      | 0            | 11     | 300          |

Die Deobureo-minju-Partei und die Gungminui-Partei erzielten ihre höchsten Stimmenanteile im Südwesten des Landes in der Provinz Jeollanam-do und in der Stadt Gwangju. Die Gerechtigkeitspartei schnitt am besten in Seoul und Ulsan ab, während die Saenuri-Partei in der Provinz Gyeongsangbuk-do über 50 % der Stimmen erlangte.

Stimmenanteile der Parteien
Saenuri-Partei
Gungminui-Partei
Deobureo-minju-Partei
Jeongui-Partei

## Nach der Wahl
Nach der Wahl erklärten der Vorsitzende der Saenuri-Partei, Kim Moo-sung und andere hohe Funktionäre der SP gemeinsam ihren Rücktritt. Ein Parteisprecher der SP erklärte, dass die Partei Abgeordnete, die nicht als Saenuri-Kandidaten aufgestellt wurden, aber dann als unabhängige Kandidaten erfolgreich waren, aufnehmen möchte. Daraufhin erklärte der unabhängige Delegierte Ahn Sang-soo, dass er in die Saenuri-Partei wieder eintreten wolle. Yoo Seong-min, ein weiterer Unabhängiger, erklärte, dies zu einem späteren Zeitpunkt tun zu wollen. Mit dieser Einladung an die ehemaligen Mitglieder hoffte die SP-Parteiführung wieder nach Mandaten stärkste Partei in der Nationalversammlung zu werden und damit den Parlamentssprecher und die Vorsitzenden der wichtigen Parlamentsausschüsse stellen zu können. Falls diese Posten an die derzeit stärkere Parlamentsfraktion der Deobureo-minju-Partei gingen, würden wichtige Gesetzgebungsverfahren in den letzten Monaten der Amtszeit von Präsidentin Park Geun-hye eventuell behindert werden.